# Sonic the Hedgehog
Sonic the Hedgehog er en videospilsserie og en mediefranchise skabt af de japanske spiludviklere Yuji Naka, Naoto Oshima, og Hirokazu Yasuhara til SEGA. Franchisen følger Sonic, et antropomorfisk blåt pindsvin, der kæmper mod den gale Doktor Eggman, en ond videnskabsmand. De vigtigste Sonic the Hedgehog spil er platformspillene, der for det meste er udviklet af Sonic Team; andre spil, udviklet af diverse studier, inkluderer spin-offs inden for racer-, kamp-, fest- og sportsgenrerne. Franchisen omfatter også trykte medier, animationer, spillefilm og merchandise.
Naka, Ohshima og Yasuhara udviklede det første Sonic-spil, udgivet i 1991 til Sega Mega Drive, for at give Sega en maskot der kunne konkurrere med Nintendos Mario. Dens succes hjalp Sega med at blive en af de førende videospilsfirmaer under den fjerde generation af videospilkonsoller i begyndelsen af 1990'erne. Sega Technical Institute udviklede de næste tre Sonic-spil, inkl. spin-offen Sonic Spinball (1993). En række Sonic-spil blev også udviklet til Segas 8-bit konsoller, Master System og Game Gear. Efter en pause under den mislykkede Saturn-æra blev det første store 3D Sonic-spil, Sonic Adventure, udgivet i 1998 til Dreamcast. Sega forlod konsolmarkedet og skiftede til tredjepartsudvikling i 2001 og fortsatte serien på Nintendo-, Xbox- og PlayStation-systemerne. Takashi Iizuka har været seriens producer siden 2010.
Mens Sonic-spil ofte har unikke spilmekanikker og historier, har de tilbagevendende elementer såsom det ringbaserede helingssystem, niveau-lokaliteter og hurtig gameplay. Spillene indeholder typisk Sonic, der sætter sig for at stoppe Eggmans planer om verdensherredømme, og spilleren navigerer på niveauer, der inkluderer trampoliner, bakker, bundløse gruber og lodrette loops. Senere spil tilføjede et stort antal karakterer; nogle, såsom Miles "Tails" Prower, Knuckles the Echidna og Shadow the Hedgehog, har medvirket i spin-offs. Franchisen har også lavet crossovere med andre videospilsfranchises i spil såsom Mario & Sonic, Sega All-Stars og Super Smash Bros.
Sonic the Hedgehog er Segas flagskibsfranchise og en af de bedst sælgende videospilsfranchiser, som har solgt over 140 millioner enheder i 2016 og indtjente over 5 milliarder amerikanske dollars i 2014. Seriesalget og free-to-play mobilspil downloads udgjorde 1,6 milliarder i 2023. Mega Drive Sonic-spillene er blevet beskrevet som repræsentative for 1990'ernes kultur og opført blandt de største nogensinde. Selvom senere spil, især 2006-spillet, fik dårligere anmeldelser, er Sonic indflydelsesrig i videospilsindustrien og er ofte omtalt i populærkulturen. Franchisen er kendt for sin fandom, der producerer uofficielle medier, såsom fankunst og fanspil.

## Spillenes handling
I det første Sonic the Hedgehog-spillets handling skal Sonic forhindre Dr. Eggman i at få fat i kaossmaragderne i sit forsøg på at få herredømmet over Sonics verden.
Der fandtes også en version af Sonic the Hedgehog startet fra Sega Master System og Game Gear, der fulgte designet fra Mega Drive-versionen, dog med nogle forskellige zoner og et niveau-kort.
Den onde videnskabsmand Dr. Eggman, har altid haft det navn i de japanske og europæiske titler, men i den amerikanske version er han blevet omdøbt til Doctor Ivo Robotnik. Men siden Sonic Adventure (1999), blev navnet ændret til Dr. Eggman globalt.
Selv om Sonic the Hedgehog-serien var ekstremt populær i vesten, fik Sonic kun negativ respons i Japan. Sonic blev ikke populær der før Sonic Jam.
Alle tre versioner (amerikansk, europæisk/japansk original og 2.0) er tilgængelige på Sonic Mega Collection.
Sonic møder mange venner i løbet af sine spil og serier, heriblandt:
- Miles "Tails" Prower
- Knuckles the Echidna
- Amy Rose
- Vector the Crocodile
- Espio the Chameleon
- Charmy Bee
- Cream the Rabbit
- Cheese
- Big the Cat
- Rouge the Bat
- Shadow the Hedgehog
- E-123 Omega
- Silver the Hedgehog
- Blaze the Cat

## Super Sonic
Super Sonic er super-formen af Sonic the Hedgehog. Når Sonic har alle 7 Kaossmaragderne, kan han transformere sig til Super Sonic. Super Sonic er gylden og piggene går opad. Desuden bliver hans øjne røde. Super-formene i Sonic-universet ligner meget Super Sayajinerne i Dragon Ball Z.
I Sonic 3 & Knuckles kan formen Hyper Sonic opnås. Efter at have samlet alle 7 Kaossmaragder kan man samle 7 Supersmaragder (ikke at forveksle med Herskersmaragden). Hyper Sonic lyser på stift i alle smaragdernes farver. Desuden er Hyper Sonic så hurtig at to figurer vises på skærmen. Hyper Sonic kan også lave et specielt dobbelt hop som dræber alle fjender på skærmen.
Dark Super Sonic, som fansene kalder ham, var en speciel form for Super Sonic i anime-serien, Sonic X, hvor Sonic brugte de falske kaossmaragders mørke energi til at opnå stærkere kræfter, og fik en mørkere udseende, pikkene strittet opad og helt hvide øjne. Dark Super Sonic var kun med i et afsnit af Sonic X, og er ikke dukket op i nogle officielle medier eller spil siden.